# Drellingore
Drellingore is een plaats in het bestuurlijke gebied Dover, in het Engelse graafschap Kent. De plaats behoort tot de civil parish Aylesham.